# Jorge de Viteri y Ungo
Jorge de Viteri y Ungo (San Salvador, El Salvador, 23 de abril de 1802 - León, Nicaragua, 25 de julio de 1853) fue el primer Obispo de San Salvador.  Hijo de padres españoles y educado en la Ciudad de Guatemala durante los últimos años de la colonia española, Viteri fue una figura importante en Centroamérica luego del colapso de la Federación Centroamericana en 1840.  Era un destacado orador y uno de los principales miembros del Clan Aycinena y consejero del general Rafael Carrera -hombre fuerte de los conservadores de Guatemala-; fue miembro del Consejo de Estado de Guatemala desde marzo de 1840, y en 1842 visitó el Vaticano -en donde consiguió que se estableciera una diócesis para El Salvador- la cual fue creada para él por el papa Gregorio XVI por medio de la Bula Universalis Ecclesia Procuratio el 28 de septiembre de 1842, elevando también su parroquia al rango de catedral, conocida hasta entonces como Parroquia El Sagrario.

## Biografía

### Gobierno de Mariano Paredes en Guatemala
Tras entrar triunfante a la ciudad de Guatemala luego de retornar de un breve exilio en México, el caudillo conservador Rafael Carrera se dedicó a celebrar en grande con la tropa -conformada por sus aliados k'iche's, q'anjobales, mames y jacaltones y su hermano Sotero.  Avanzada la noche, en la madrugada del 9 de agosto de 1849, Carrera fue atacado por José María Andrade, de oficio marimbero, quién lo hirió de una puñalada tras enterarse de que el general Carrera, muy dado a las aventuras amorosas, había seducido a su hija.  La guardia del General en Jefe del Ejército dio cuenta rápidamente del atacante y llevó al general a su residencia para que lo curaran.  Al día siguiente, el presbítero Viteri y Ungo, entonces Ministro de Gobernación del presidente Mariano Paredes ordenó que se investigara al atacante y que su cadáver fuera trasladado a la Plaza Mayor «para obrar con respecto de él, de acuerdo con la Comandancia General».  Esta orden fue cumplida, pero los encargados de hacerlo fueron mucho más allá de lo que se les había solicitado:  descuartizaron el cadáver y colocaron sus miembros en las cuatro garitas de la ciudad. Aunque fue recogido rápidamente por orden de Carrera, la imagen del gobierno de Paredes quedó muy desprestigiada y el hecho fue aprovechado por los liberales en El Salvador, quienes acusaron al gobierno conservador de salvaje, bárbaro y retrógrado. A partir de entonces, Sotero Carrera decidió que su hermano Rafael llevaría guardaespaldas en todo momento.

### Designación como obispo de El Salvador
En su biografía del padre José Trinidad Reyes, el escritor liberal Ramón Rosa asegura que el padre Reyes había sido propuesto para obispo de Honduras cuando Viteri y Ungo fue a Europa en 1840 para visitar al papa Gregorio XVI, y que el general Francisco Ferrera, entonces presidente del Estado de Honduras -supuestamente receloso de las ideas independientes de Reyes- hizo llegar al Vaticano la noticia de que Reyes había muerto, por lo que el papa nombró como obispo de la Diócesis al presbítero Francisco de Paula Campoy y Pérez. y que cuando éste regresó de Guatemala á Comayagua, en 1845, el Padre Reyes se hallaba allá, en calidad de detenido por orden del General Ferrera. Sin embargo, en una edición crítica de la obra en 1891, José Vicente Martínez explicó que realizó investigaciones pormenorizadas para aclarar estos hechos, dado que Rosa no explicó las fuentes que utilizó.
Las investigaciones de Martínez muestran que Viteri y Ungo no estuvo en Roma en 1840, ya que fue hasta el 6 de abril de 1841, que el gobierno de El Salvador comunicó al de Honduras que, autorizado por el Congreso, había nombrado al presbítero Viteri y Ungo su representante ante la Santa Sede para solicitar se creara la diócesis de San Salvador y que invitaba a Honduras a enviar sus candidatos para la diócesis de Honduras y aprovechar así el viaje de Viteri para ambos estados.  Honduras aceptó y el 18 de febrero de 1842 dictó un acuerdo disponiendo que se remitiera al enviado señor Viteri y Ungo la terna de candidatos; entre los candidatos estaba el padre Reyes. El acuerdo se comunicó al vicario coadjutor de la Catedral Metropolitana de Guatemala, Antonio Larrazábal, que eligiera los que debían proponerse.
Viteri y Ungo llevaba la representación de los gobiernos de Guatemala, Honduras, El Salvador y Costa Rica ante el Pontificado, y fue recibido en audiencia pública por el papa Gregorio XVI en el palacio del Quirinal, el 26 de agosto de 1842. Luego de la reunión con el pontífice, Viteri y Ungo envió dos comunicados al gobierno de Honduras; el 1.º. de septiembre de 1842 informó que el nuevo Obispo de Honduras, quizás sería preconizado en noviembre y que el único obstáculo serio era la falta de los setecientos pesos necesarios para pagar la expedición de las Bulas. El 19 de octubre volvió a comunicarse con el gobierno hondureño, indicando que el obispo ya había sido elegido -sin mencionar el nombre- y que urgían los fondos para la preconización en noviembre. Mientras tanto, el 13 de septiembre, murió en su retiro el Provisor José Xicolás Irías, quien antes de morir confirió el nombramiento de Provisor interino de esta Diócesis al Presbítero Francisco de Paula Campoy y Pérez. Este nombramiento fue aprobado por el Gobierno y confirmado por el Gobernador de la Iglesia metropolitana y por el Señor Arzobispo Fray Ramón Casaus. El nuevo Provisor se trasladó á Comayagua el 9 de diciembre de 1842. El 31 de septiembre, el general Ferrara, terminó su período presidencial de dos años y dejó el poder a su Consejo de Ministros. El consejo fue el que recibió los comunicados de Viteri y aprobó el pago de los $ 700.00 necesarios para la expedición de las Bulas. Algunos de los candidatos ya habían muerto, y el Consejo consideró que el candidato idóneo entonces era el presbítero de Paula Campoy. La Diócesis de San Salvador fue erigida en la Bula del 4 de octubre de 1842, y el Señor Viteri fue nombrado su primer Obispo. El 29 de enero de 1843 fue consagrado como tal en Roma, y en seguida emprendió su regreso a Centroamérica. Estando en París, recibió la nueva terna que el gobierno hondureño le había enviado e inmediatamente la remitió á Roma con el expediente adjunto; el Papa aprobó el proceso canónico, lo que comunicó Viteri el 6 de agosto de 1843 a su llegada a Trujillo. La Bula en que se nombró al Señor Campoy para Obispo de Comayagua fue dictada el 8 de febrero de 1844, haciendo al nombrado la gracia de dispensarle el grado de Doctor, que entonces era requisito esencial para ser obispo en ese entonces.
En cuanto a la supuesta prisión de Reyes, los documentos que investigó Martínez demostraron que no hubo detención alguna del sacerdote.

### Obispo de San Salvador

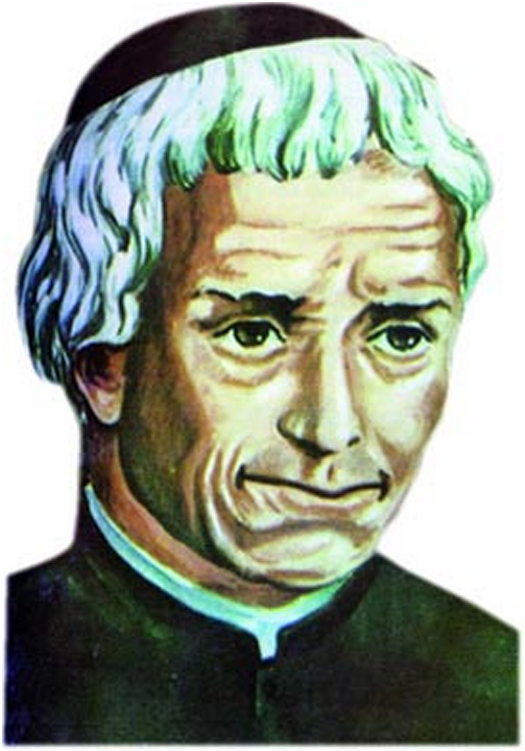
Padre José Trinidad Reyes.

El 25 de septiembre, Viteri llegó a la ciudad de San Salvador para asumir el cargo y apoyar a su ahijado Francisco Malespín -quien había sido nombrado por Rafael Carrera como comandante de armas de El Salvador en 1840.

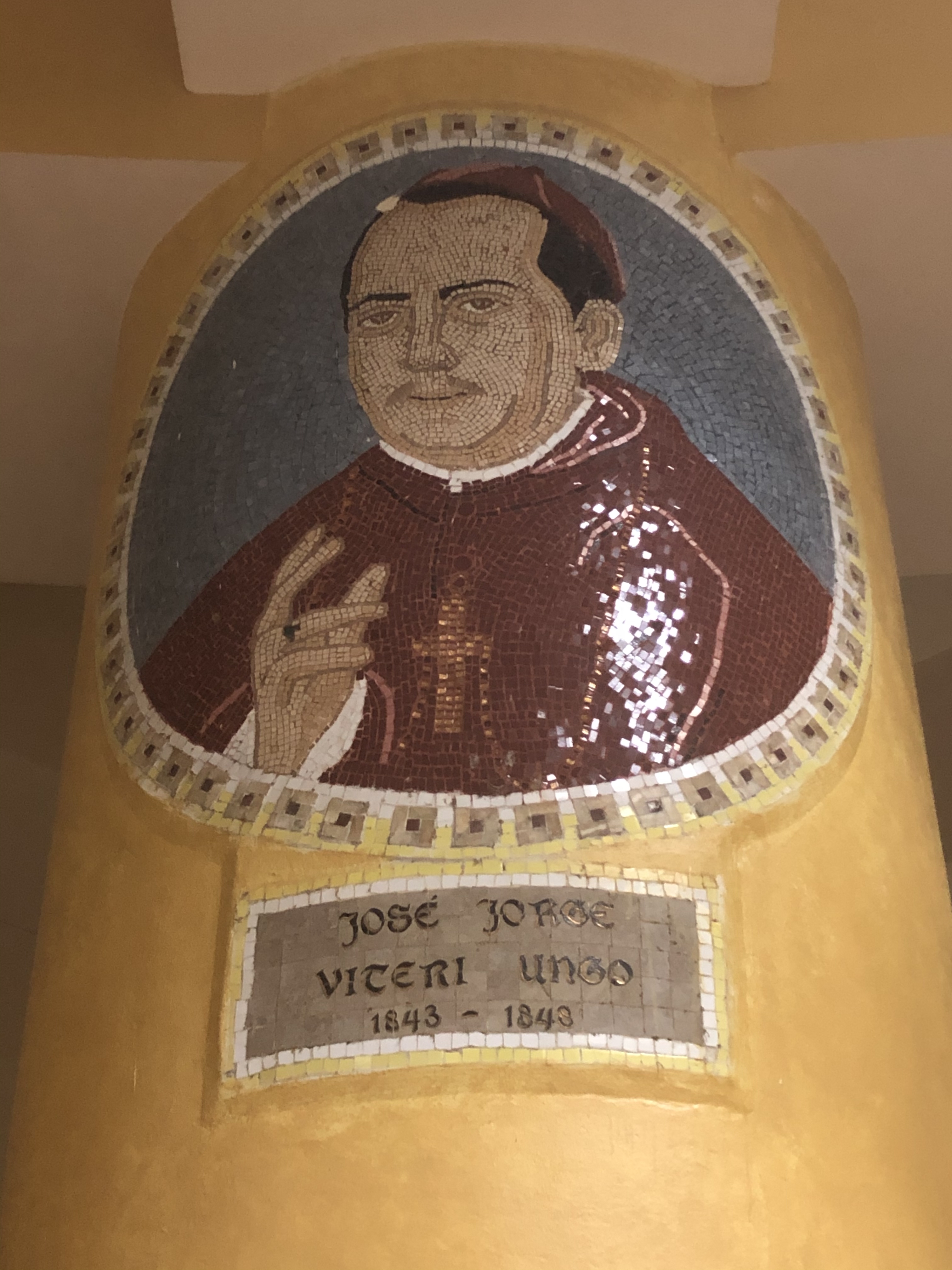
Imagen de Viteri y Ungo en su tumba en la catedral de San Salvador.

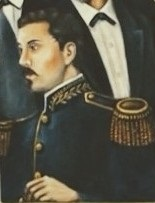
Francisco Malespín, fue uno de los mayores líderes conservadores de El Salvador en los años 1840. Al igual que muchos otros conservadores, Malespín se opuso a Francisco Morazán, un destacado político liberal, que se opuso a la disolución de la República Federal de Centroamérica.

El 7 de febrero de 1844, Fermín Palacios entregó la Presidencia al general Malespín, quien había sido elegido Presidente de la República, para el período constitucional 1844 a 1846. Como representante de los conservadores, Malespín acordó con la Asamblea Legislativa decretar el restablecimiento del fuero eclesiástico al Clero salvadoreño, anulando la ley del 26 de agosto de 1830 que había suprimido dicho fuero y que fue emitida durante el gobierno del liberal José Damián Villacorta. El 25 de octubre de 1844, aliado con el gobierno hondureño en su lucha contra el gobierno de Nicaragua, Malespín entregó la Presidencia de la República a su vicepresidente, el general Joaquín Eufrasio Guzmán y la Comandancia del Ejército a Calixto Malespín, su hermano. Luego marchó hacia Nicaragua y en 1845 ocupó la ciudad de León en donde es recordado por su afición al ron y su carácter volátil que provocó excesos de sus tropas que incendiaron la ciudad y saquearon los objetos sagrados de sus iglesias.
El 15 de febrero de 1845, a pesar de retornar victorioso de la campaña en Nicaragua, el Ejército desconoció Malespín y el Poder Legislativo declaró nula su elección como Presidente de la República, siendo sustituido por el vicepresidente Guzmán; además, debido a los abusos cometidos -a los que se sumaba el fusilamiento del presbítero Pedro Crespín- Viteri y Ungo lo excomulgó el 23 de febrero de 1845 en la Catedral de San Salvador. Malespín huyó a Honduras en donde recibió protección del Presidente Coronado Chávez.
Ya sin el apoyo de su ahijado, Viteri y Ungo fue expulsado por el presidente Eugenio Aguilar en 1846, debido a sus ataques a los gobiernos liberales. Posteriormente se trasladó a la ciudad de León, Nicaragua, en donde fue nombrado Obispo en 1849.

## Muerte
Viteri y Ungo murió en León, aparentemente envenenado, en 1853; el 10 de septiembre de ese año, el sacerdote José Trinidad Reyes le dedicó su Canto Elegíaco.
Sus restos fueron trasladados a San Francisco, California, y después retornaron a la catedral salvadoreña a principios del siglo xx.